# Championnat d'Asie et d'Océanie de volley-ball masculin 2001
Navigation
Édition précédente Édition suivante
Le Championnat d'Asie et d'Océanie de volley-ball masculin 2001  est la onzième édition de cette compétition organisée par l'AVC opposant douze équipes nationales des continents asiatique et océanien. Elle se dispute à Changwon, en Corée du Sud du 9 septembreau 16 septembre 2001 et est remportée par la Corée du Sud.

## Équipes présentes
| - Iran - Australie - Inde - Corée du Sud - Japon - Chine | - Hong Kong - Émirats arabes unis - Taïwan - Qatar - Kazakhstan - Arabie saoudite |

## Poules
| Poule A                                 | Poule B          | Poule C                              | Poule D              |
| --------------------------------------- | ---------------- | ------------------------------------ | -------------------- |
| Corée du Sud Kazakhstan Arabie saoudite | Chine Inde Qatar | Australie Taïwan Émirats arabes unis | Japon Iran Hong Kong |

## Première phase

### Poule A

#### Classement
| # | Équipe          | Pts | J | G | P | Sp | Sc | Ratio | Pp  | Pc  | Ratio |
| - | --------------- | --- | - | - | - | -- | -- | ----- | --- | --- | ----- |
| 1 | Corée du Sud    | 4   | 2 | 2 | 0 | 6  | 0  | MAX   | 151 | 93  | 1.624 |
| 2 | Arabie saoudite | 3   | 2 | 1 | 1 | 3  | 5  | 0.6   | 151 | 179 | 0.844 |
| 3 | Kazakhstan      | 2   | 2 | 0 | 2 | 2  | 6  | 0.333 | 154 | 184 | 0.837 |

### Poule B

#### Classement
| # | Équipe | Pts | J | G | P | Sp | Sc | Ratio | Pp  | Pc  | Ratio |
| - | ------ | --- | - | - | - | -- | -- | ----- | --- | --- | ----- |
| 1 | Chine  | 4   | 2 | 2 | 0 | 6  | 2  | 3     | 183 | 146 | 1.253 |
| 2 | Inde   | 3   | 2 | 1 | 1 | 5  | 4  | 1.25  | 199 | 189 | 1.053 |
| 3 | Qatar  | 2   | 2 | 0 | 2 | 1  | 6  | 0.167 | 126 | 173 | 0.728 |

### Poule C

#### Classement
| # | Équipe              | Pts | J | G | P | Sp | Sc | Ratio | Pp  | Pc  | Ratio |
| - | ------------------- | --- | - | - | - | -- | -- | ----- | --- | --- | ----- |
| 1 | Australie           | 4   | 2 | 2 | 0 | 6  | 0  | MAX   | 150 | 118 | 1.271 |
| 2 | Taïwan              | 3   | 2 | 1 | 1 | 3  | 3  | 1     | 137 | 132 | 1.038 |
| 3 | Émirats arabes unis | 2   | 2 | 0 | 2 | 0  | 6  | 0     | 113 | 150 | 0.753 |

### Poule D

#### Classement
| # | Équipe    | Pts | J | G | P | Sp | Sc | Ratio | Pp  | Pc  | Ratio |
| - | --------- | --- | - | - | - | -- | -- | ----- | --- | --- | ----- |
| 1 | Japon     | 4   | 2 | 2 | 0 | 6  | 2  | 3     | 188 | 140 | 1.343 |
| 2 | Iran      | 3   | 2 | 1 | 1 | 5  | 3  | 1.667 | 179 | 150 | 1.193 |
| 3 | Hong Kong | 2   | 2 | 0 | 2 | 0  | 6  | 0     | 73  | 150 | 0.487 |

## Deuxième phase
Lors du deuxième tour, les équipes classées 3e de chaque sont réparties dans les poules G et H.
Pour les places 1 à 8, les équipes classées 1re et 2de des poules A et C sont placées dans la poule E ; et les équipes classées 1re et 2de des poules B et D sont placées dans la poule F. Toutes les équipes conservent les points acquis lors des confrontations directes.

### Classement 9-12

#### Composition des groupes
| Poule G                        | Poule H         |
| ------------------------------ | --------------- |
| Kazakhstan Émirats arabes unis | Qatar Hong Kong |

#### Poule G
| # | Équipe              | Pts | J | G | P | Sp | Sc | Ratio | Pp | Pc | Ratio |
| - | ------------------- | --- | - | - | - | -- | -- | ----- | -- | -- | ----- |
| 1 | Kazakhstan          | 2   | 1 | 1 | 0 | 3  | 0  | MAX   | 78 | 66 | 1.182 |
| 2 | Émirats arabes unis | 1   | 1 | 0 | 1 | 0  | 3  | 0     | 66 | 78 | 0.846 |

#### Poule H
| # | Équipe    | Pts | J | G | P | Sp | Sc | Ratio | Pp | Pc | Ratio |
| - | --------- | --- | - | - | - | -- | -- | ----- | -- | -- | ----- |
| 1 | Qatar     | 2   | 1 | 1 | 0 | 3  | 0  | MAX   | 75 | 52 | 1.442 |
| 2 | Hong Kong | 1   | 1 | 0 | 1 | 0  | 3  | 0     | 52 | 75 | 0.693 |

### Classement 1-8

#### Composition des groupes
| Poule E                                       | Poule F               |
| --------------------------------------------- | --------------------- |
| Corée du Sud Australie Arabie saoudite Taïwan | Chine Japon Inde Iran |

#### Poule E
| # | Équipe          | Pts | J | G | P | Sp | Sc | Ratio | Pp  | Pc  | Ratio |
| - | --------------- | --- | - | - | - | -- | -- | ----- | --- | --- | ----- |
| 1 | Corée du Sud    | 6   | 3 | 3 | 0 | 9  | 1  | 9     | 248 | 185 | 1.341 |
| 2 | Australie       | 5   | 3 | 2 | 1 | 7  | 3  | 2.333 | 235 | 212 | 1.108 |
| 3 | Taïwan          | 4   | 3 | 1 | 2 | 3  | 7  | 0.429 | 218 | 242 | 0.901 |
| 4 | Arabie saoudite | 3   | 3 | 0 | 3 | 1  | 9  | 0.111 | 187 | 249 | 0.751 |

#### Poule F
| # | Équipe | Pts | J | G | P | Sp | Sc | Ratio | Pp  | Pc  | Ratio |
| - | ------ | --- | - | - | - | -- | -- | ----- | --- | --- | ----- |
| 1 | Japon  | 6   | 3 | 3 | 0 | 9  | 2  | 4.5   | 264 | 229 | 1.153 |
| 2 | Chine  | 5   | 3 | 2 | 1 | 6  | 5  | 1.2   | 244 | 237 | 1.03  |
| 3 | Iran   | 4   | 3 | 1 | 2 | 5  | 8  | 0.625 | 274 | 282 | 0.972 |
| 4 | Inde   | 3   | 3 | 0 | 3 | 4  | 9  | 0.444 | 259 | 293 | 0.884 |

## Phase finale

### Classement 9-12
|  | Demi-finales de classement              | Demi-finales de classement  |            |   | 9e place                    | 9e place                    |
|  | Demi-finales de classement              | Demi-finales de classement  |            |   | 9e place                    | 9e place                    |
|  |                                         |                             |            |   |                             |                             |
|  | 14.09.01, 25-12 25-11 25-14             | 14.09.01, 25-12 25-11 25-14 |            |   | 15.09.01, 25-19 25-22 25-13 | 15.09.01, 25-19 25-22 25-13 |
|  | 14.09.01, 25-12 25-11 25-14             | 14.09.01, 25-12 25-11 25-14 |            |   | 15.09.01, 25-19 25-22 25-13 | 15.09.01, 25-19 25-22 25-13 |
|  | Kazakhstan                              | 3                           |            |   | 15.09.01, 25-19 25-22 25-13 | 15.09.01, 25-19 25-22 25-13 |
|  | Kazakhstan                              | 3                           |            |   | 15.09.01, 25-19 25-22 25-13 | 15.09.01, 25-19 25-22 25-13 |
|  | Hong Kong                               | 0                           |            |   | 15.09.01, 25-19 25-22 25-13 | 15.09.01, 25-19 25-22 25-13 |
|  | Hong Kong                               | 0                           | Kazakhstan | 3 |                             |                             |
|  | 14.09.01, 27-29 25-22 25-20 21-25 12-15 |                             | Kazakhstan | 3 |                             |                             |
|  |                                         | Émirats arabes unis         | 0          |   |                             |                             |
|  | Qatar                                   | Émirats arabes unis         | 0          | 2 |                             |                             |
|  | Qatar                                   |                             |            | 2 |                             |                             |
|  | Émirats arabes unis                     | 3                           |            |   |                             |                             |
|  | Émirats arabes unis                     | 3                           | 11e place  |   |                             |                             |
|  |                                         |                             |            |   |                             |                             |
|  | 15.09.01, 13-25 11-25 19-25             |                             |            |   |                             |                             |
|  |                                         |                             |            |   |                             |                             |
|  | Hong Kong                               | 0                           |            |   |                             |                             |
|  | Hong Kong                               | 0                           |            |   |                             |                             |
|  | Qatar                                   | 3                           |            |   |                             |                             |
|  | Qatar                                   | 3                           |            |   |                             |                             |

### Classement 5-8
|  | Demi-finales de classement              | Demi-finales de classement  |          |   | 5e place                          | 5e place                          |
|  | Demi-finales de classement              | Demi-finales de classement  |          |   | 5e place                          | 5e place                          |
|  |                                         |                             |          |   |                                   |                                   |
|  | 15.09.01, 25-20 26-24 25-20             | 15.09.01, 25-20 26-24 25-20 |          |   | 16.09.01, 14-25 20-25 28-26 23-25 | 16.09.01, 14-25 20-25 28-26 23-25 |
|  | 15.09.01, 25-20 26-24 25-20             | 15.09.01, 25-20 26-24 25-20 |          |   | 16.09.01, 14-25 20-25 28-26 23-25 | 16.09.01, 14-25 20-25 28-26 23-25 |
|  | Taïwan                                  | 3                           |          |   | 16.09.01, 14-25 20-25 28-26 23-25 | 16.09.01, 14-25 20-25 28-26 23-25 |
|  | Taïwan                                  | 3                           |          |   | 16.09.01, 14-25 20-25 28-26 23-25 | 16.09.01, 14-25 20-25 28-26 23-25 |
|  | Inde                                    | 0                           |          |   | 16.09.01, 14-25 20-25 28-26 23-25 | 16.09.01, 14-25 20-25 28-26 23-25 |
|  | Inde                                    | 0                           | Taïwan   | 1 |                                   |                                   |
|  | 15.09.01, 27-25 25-27 11-25 16-25       |                             | Taïwan   | 1 |                                   |                                   |
|  |                                         | Iran                        | 3        |   |                                   |                                   |
|  | Arabie saoudite                         | Iran                        | 3        | 1 |                                   |                                   |
|  | Arabie saoudite                         |                             |          | 1 |                                   |                                   |
|  | Iran                                    | 3                           |          |   |                                   |                                   |
|  | Iran                                    | 3                           | 7e place |   |                                   |                                   |
|  |                                         |                             |          |   |                                   |                                   |
|  | 16.09.01, 30-32 25-22 25-16 22-25 16-14 |                             |          |   |                                   |                                   |
|  |                                         |                             |          |   |                                   |                                   |
|  | Inde                                    | 3                           |          |   |                                   |                                   |
|  | Inde                                    | 3                           |          |   |                                   |                                   |
|  | Arabie saoudite                         | 2                           |          |   |                                   |                                   |
|  | Arabie saoudite                         | 2                           |          |   |                                   |                                   |

### Classement 1-4
|  | Demi-finales                      | Demi-finales                |                        |   | Finale                            | Finale                            |
|  | Demi-finales                      | Demi-finales                |                        |   | Finale                            | Finale                            |
|  |                                   |                             |                        |   |                                   |                                   |
|  | 15.09.01, 25-22 25-16 25-22       | 15.09.01, 25-22 25-16 25-22 |                        |   | 16.09.01, 25-18 25-23 21-25 25-17 | 16.09.01, 25-18 25-23 21-25 25-17 |
|  | 15.09.01, 25-22 25-16 25-22       | 15.09.01, 25-22 25-16 25-22 |                        |   | 16.09.01, 25-18 25-23 21-25 25-17 | 16.09.01, 25-18 25-23 21-25 25-17 |
|  | Corée du Sud                      | 3                           |                        |   | 16.09.01, 25-18 25-23 21-25 25-17 | 16.09.01, 25-18 25-23 21-25 25-17 |
|  | Corée du Sud                      | 3                           |                        |   | 16.09.01, 25-18 25-23 21-25 25-17 | 16.09.01, 25-18 25-23 21-25 25-17 |
|  | Chine                             | 0                           |                        |   | 16.09.01, 25-18 25-23 21-25 25-17 | 16.09.01, 25-18 25-23 21-25 25-17 |
|  | Chine                             | 0                           | Corée du Sud           | 3 |                                   |                                   |
|  | 15.09.01, 25-23 25-20 25-17       |                             | Corée du Sud           | 3 |                                   |                                   |
|  |                                   | Australie                   | 1                      |   |                                   |                                   |
|  | Australie                         | Australie                   | 1                      | 3 |                                   |                                   |
|  | Australie                         |                             |                        | 3 |                                   |                                   |
|  | Japon                             | 0                           |                        |   |                                   |                                   |
|  | Japon                             | 0                           | Match pour la 3e place |   |                                   |                                   |
|  |                                   |                             |                        |   |                                   |                                   |
|  | 16.09.01, 17-25 22-25 25-23 19-25 |                             |                        |   |                                   |                                   |
|  |                                   |                             |                        |   |                                   |                                   |
|  | Chine                             | 1                           |                        |   |                                   |                                   |
|  | Chine                             | 1                           |                        |   |                                   |                                   |
|  | Japon                             | 3                           |                        |   |                                   |                                   |
|  | Japon                             | 3                           |                        |   |                                   |                                   |

## Classement final
| Place              | Équipe              |
| ------------------ | ------------------- |
| Médaille d'or      | Corée du Sud        |
| Médaille d'argent  | Australie           |
| Médaille de bronze | Japon               |
| 4                  | Chine               |
| 5                  | Iran                |
| 6                  | Taïwan              |
| 7                  | Inde                |
| 8                  | Arabie saoudite     |
| 9                  | Kazakhstan          |
| 10                 | Émirats arabes unis |
| 11                 | Qatar               |
| 12                 | Hong Kong           |

## Distinctions individuelles
- MVP : Shin Jin-Sik
- Meilleur marqueur : Benjamin Hardy
- Meilleur attaquant : Lee Kyung-Soo
- Meilleur contreur : Daniel Howard
- Meilleur serveur : Shin Jin-Sik
- Meilleur passeur : Choi Tae-Woong
- Meilleur défenseur : Kenji Yamamoto
- Meilleur réceptionneur : Yeo Oh-Hyun